# Kako sam sistematski uništen od idiota (1983.)
Kako sam sistematski uništen od idiota  (sr. Како сам систематски уништен од идиота) srpski je film iz 1983. godine. Film je režirao Slobodan Šijan, a scenarij je napisao Moma Dimić.

## Radnja
Pogibija argentinsko-kubanskog gerilca Che Guevare snažno je potresla i zaokupila Babija Papušku, beskućnika sa socijalne i kulturne margine, ali još uvek zakletog, ortodoksnog idealistu koji vjeruje u napredak i stvaranje jednog boljeg svijeta. Tako Babi postaje Cheov "dvojnik", sljedbenik, ali ne s oružjem u ruci, već kao pobornik tada omiljene legende. Njegova sudbina se prepliće s događajima koji prethode burnoj 1968. godini, pa i samim studentskim nemirima u Beogradu, koji će za Babija predstavljati jednu revoluciju.

## Uloge (izbor)
- Danilo Bata Stojković - Babi Papuška
- Svetislav Goncić - mladi Babi
- Radoš Terzić - pravi Babi
- Jelisaveta Sablić - Rita
- Rade Marković - Siniša
- Stevo Žigon - Stevo Žigon
- Žika Milenković - ministar
- Desa Muk - Marija Tevtonka
- Dobrica Jovanović - Boža
- Milivoje Tomić	- profesor Perović
- Boro Stjepanović - vlasnik kamp kućice
- Petar Kralj - doktor

## Vanjske poveznice
- Kako sam sistematski uništen od idiota u internetskoj bazi filmova IMDb-a